# 羽幌町
羽幌町（はぼろちょう）は、北海道北部（道北）の日本海沿岸位置する町。留萌振興局管内の中部地域に属する自治体である。かつては、国内有数の優良炭鉱と言われた羽幌炭鉱が所在し栄えた。現在も留萌振興局管内では、留萌市に次ぐ2番目の人口を有する。

## 概要
北海道北部の日本海側、留萌管内のほぼ中央に位置しており、東はピッシリ山をはじめとする天塩山地、西は日本海に面し、沖合には天売島・焼尻島の2つの島を有する。札幌市からは北へ約180 km離れ、国道232号（日本海オロロンライン）が通過している。
基幹産業である漁業では、甘えび、ホタテ、タコ、ウニといった海産物を漁獲し、特に甘えびは日本でもトップクラスの漁獲量で特産品として知られる。農業ではオロロン米、グリーンアスパラガス、長いもなどの農産物、焼尻めん羊の畜産などが盛んである。
天売島・焼尻島は暑寒別天売焼尻国定公園の一部をなしており、その資源を活用した観光業も盛んで、夏は多くの観光客が訪れる。夕日が美しく見える街としても知られる。
他の留萌振興局管内（留萌地域）の自治体と同じく過疎地域および特別豪雪地帯に指定されている。また、羽幌町では一部地域が山村地域の指定を受けているほか、天売島と焼尻島を有することから離島地域の指定を受けている。
なお、道内の自治体では唯一、天売島と焼尻島において選挙の繰り上げ投票が実施されている（衆議院や参議院、北海道知事、北海道議会議員などの選挙において通常投票日の2日前までとして実施）。

## 町名の由来
アイヌ語が転訛したものであるが、以下の諸説がある

。
1. 「ハプㇽ（hapur）」（柔らかい）…海岸の砂がやわらかであったことから
2. 「ハポロペッ（ha-poro-pet）」（流出？・広大・川）…現在の羽幌川が出水時に砂浜を潰決する様から
3. 「ハㇷ゚オㇿオペッ（? -oro-o-pet…前半部不明）」（ウバユリの鱗茎？・そこ・多くある・川）

1．は上原熊次郎や山田秀三らが採用しているものである。2．は永田方正によるもので、町でも同様の説を紹介している。3．は1973年（昭和48年）に国鉄北海道総局が発行した『北海道 駅名の起源』において、2．説を「疑問である」としたうえで、紹介されているものである。

## 地理

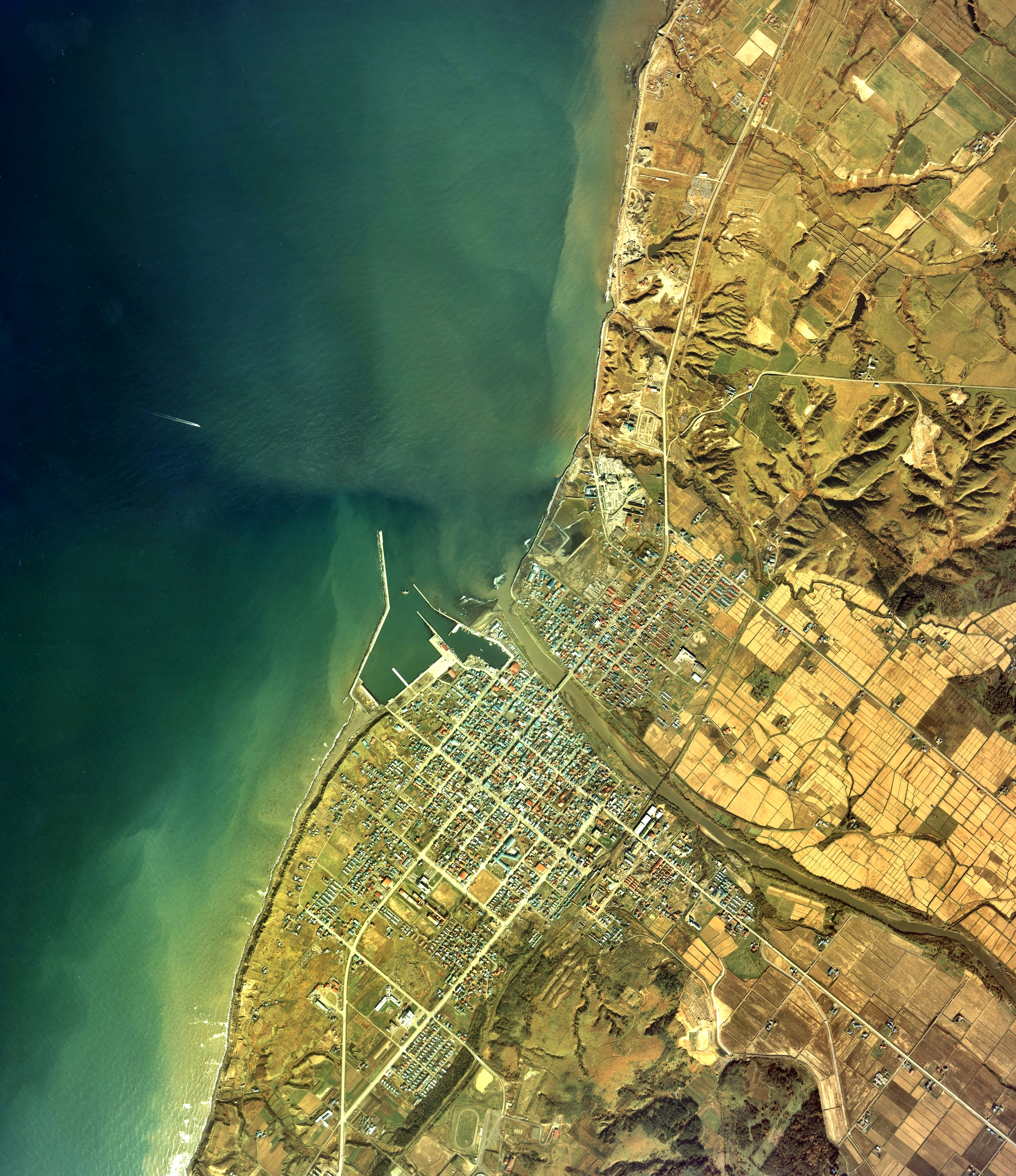
羽幌町中心部周辺の空中写真。1977年撮影の7枚を合成作成。
。

留萌管内中部に位置する。天売島（西側）、焼尻島（東側）の島嶼部も含む。
- 山: ピッシリ山(1032m)、羽幌岳(649m)
- 河川: 羽幌川、築別川
- 島: 天売島、焼尻島

### 隣接している自治体
- 留萌振興局
  - 苫前郡：苫前町、初山別村
  - 天塩郡：遠別町
- 上川総合振興局
  - 雨竜郡：幌加内町

## 気候
年平均気温は7度前後で北海道平均と大差はない。沿岸部は対馬海流の影響を受け比較的温暖で、寒暖の差が少なく過ごしやすい環境となっている。
| 羽幌町南3条（羽幌特別地域気象観測所、標高8m）の気候     | 羽幌町南3条（羽幌特別地域気象観測所、標高8m）の気候 | 羽幌町南3条（羽幌特別地域気象観測所、標高8m）の気候 | 羽幌町南3条（羽幌特別地域気象観測所、標高8m）の気候 | 羽幌町南3条（羽幌特別地域気象観測所、標高8m）の気候 | 羽幌町南3条（羽幌特別地域気象観測所、標高8m）の気候 | 羽幌町南3条（羽幌特別地域気象観測所、標高8m）の気候 | 羽幌町南3条（羽幌特別地域気象観測所、標高8m）の気候 | 羽幌町南3条（羽幌特別地域気象観測所、標高8m）の気候 | 羽幌町南3条（羽幌特別地域気象観測所、標高8m）の気候 | 羽幌町南3条（羽幌特別地域気象観測所、標高8m）の気候 | 羽幌町南3条（羽幌特別地域気象観測所、標高8m）の気候 | 羽幌町南3条（羽幌特別地域気象観測所、標高8m）の気候 | 羽幌町南3条（羽幌特別地域気象観測所、標高8m）の気候 |
| 月                                                      | 1月                                                 | 2月                                                 | 3月                                                 | 4月                                                 | 5月                                                 | 6月                                                 | 7月                                                 | 8月                                                 | 9月                                                 | 10月                                                | 11月                                                | 12月                                                | 年                                                  |
| ------------------------------------------------------- | --------------------------------------------------- | --------------------------------------------------- | --------------------------------------------------- | --------------------------------------------------- | --------------------------------------------------- | --------------------------------------------------- | --------------------------------------------------- | --------------------------------------------------- | --------------------------------------------------- | --------------------------------------------------- | --------------------------------------------------- | --------------------------------------------------- | --------------------------------------------------- |
| 最高気温記録 °C （°F）                                  | 8.6 (47.5)                                          | 12.4 (54.3)                                         | 17.1 (62.8)                                         | 25.0 (77)                                           | 28.2 (82.8)                                         | 30.9 (87.6)                                         | 34.2 (93.6)                                         | 34.4 (93.9)                                         | 33.9 (93)                                           | 25.4 (77.7)                                         | 20.1 (68.2)                                         | 12.4 (54.3)                                         | 34.4 (93.9)                                         |
| 平均最高気温 °C （°F）                                  | −1.3 (29.7)                                         | −0.7 (30.7)                                         | 3.1 (37.6)                                          | 9.4 (48.9)                                          | 15.4 (59.7)                                         | 19.3 (66.7)                                         | 23.1 (73.6)                                         | 24.7 (76.5)                                         | 21.6 (70.9)                                         | 15.2 (59.4)                                         | 7.5 (45.5)                                          | 1.0 (33.8)                                          | 11.5 (52.7)                                         |
| 日平均気温 °C （°F）                                    | −4.3 (24.3)                                         | −4.0 (24.8)                                         | −0.1 (31.8)                                         | 5.5 (41.9)                                          | 11.2 (52.2)                                         | 15.5 (59.9)                                         | 19.6 (67.3)                                         | 20.9 (69.6)                                         | 17.4 (63.3)                                         | 11.2 (52.2)                                         | 4.4 (39.9)                                          | −1.7 (28.9)                                         | 8.0 (46.4)                                          |
| 平均最低気温 °C （°F）                                  | −8.3 (17.1)                                         | −8.4 (16.9)                                         | −4.2 (24.4)                                         | 1.2 (34.2)                                          | 6.9 (44.4)                                          | 12.0 (53.6)                                         | 16.3 (61.3)                                         | 17.3 (63.1)                                         | 12.8 (55)                                           | 6.9 (44.4)                                          | 1.0 (33.8)                                          | −4.7 (23.5)                                         | 4.1 (39.4)                                          |
| 最低気温記録 °C （°F）                                  | −26.4 (−15.5)                                       | −26.1 (−15)                                         | −22.8 (−9)                                          | −11.4 (11.5)                                        | −3.6 (25.5)                                         | −0.8 (30.6)                                         | 3.7 (38.7)                                          | 4.4 (39.9)                                          | 1.9 (35.4)                                          | −4.7 (23.5)                                         | −13.6 (7.5)                                         | −22.5 (−8.5)                                        | −26.4 (−15.5)                                       |
| 降水量 mm （inch）                                      | 116.5 (4.587)                                       | 82.2 (3.236)                                        | 67.8 (2.669)                                        | 58.1 (2.287)                                        | 72.2 (2.843)                                        | 67.8 (2.669)                                        | 129.8 (5.11)                                        | 136.6 (5.378)                                       | 143.8 (5.661)                                       | 152.0 (5.984)                                       | 161.1 (6.343)                                       | 149.9 (5.902)                                       | 1,337.7 (52.665)                                    |
| 降雪量 cm （inch）                                      | 159 (62.6)                                          | 110 (43.3)                                          | 65 (25.6)                                           | 8 (3.1)                                             | 0 (0)                                               | 0 (0)                                               | 0 (0)                                               | 0 (0)                                               | 0 (0)                                               | 0 (0)                                               | 44 (17.3)                                           | 154 (60.6)                                          | 535 (210.6)                                         |
| 平均降水日数 （≥0.5 mm）                                | 25.3                                                | 20.8                                                | 17.9                                                | 12.8                                                | 11.9                                                | 10.2                                                | 11.7                                                | 11.9                                                | 14.1                                                | 18.1                                                | 22.5                                                | 25.7                                                | 202.8                                               |
| 平均降雪日数                                            | 29.5                                                | 25.8                                                | 22.2                                                | 8.7                                                 | 0.4                                                 | 0.0                                                 | 0.0                                                 | 0.0                                                 | 0.0                                                 | 1.9                                                 | 17.1                                                | 28.7                                                | 134.9                                               |
| % 湿度                                                  | 75                                                  | 73                                                  | 70                                                  | 70                                                  | 74                                                  | 80                                                  | 83                                                  | 81                                                  | 76                                                  | 71                                                  | 71                                                  | 73                                                  | 75                                                  |
| 平均月間日照時間                                        | 52.8                                                | 77.1                                                | 133.8                                               | 174.2                                               | 203.1                                               | 177.3                                               | 168.1                                               | 173.7                                               | 172.1                                               | 125.5                                               | 53.4                                                | 32.5                                                | 1,543.6                                             |
| 出典：気象庁 (平均値：1991年-2020年、極値：1921年-現在) |                                                     |                                                     |                                                     |                                                     |                                                     |                                                     |                                                     |                                                     |                                                     |                                                     |                                                     |                                                     |                                                     |

| 焼尻（1991 - 2020）の気候 | 焼尻（1991 - 2020）の気候 | 焼尻（1991 - 2020）の気候 | 焼尻（1991 - 2020）の気候 | 焼尻（1991 - 2020）の気候 | 焼尻（1991 - 2020）の気候 | 焼尻（1991 - 2020）の気候 | 焼尻（1991 - 2020）の気候 | 焼尻（1991 - 2020）の気候 | 焼尻（1991 - 2020）の気候 | 焼尻（1991 - 2020）の気候 | 焼尻（1991 - 2020）の気候 | 焼尻（1991 - 2020）の気候 | 焼尻（1991 - 2020）の気候 |
| 月                        | 1月                       | 2月                       | 3月                       | 4月                       | 5月                       | 6月                       | 7月                       | 8月                       | 9月                       | 10月                      | 11月                      | 12月                      | 年                        |
| ------------------------- | ------------------------- | ------------------------- | ------------------------- | ------------------------- | ------------------------- | ------------------------- | ------------------------- | ------------------------- | ------------------------- | ------------------------- | ------------------------- | ------------------------- | ------------------------- |
| 最高気温記録 °C （°F）    | 7.7 (45.9)                | 9.3 (48.7)                | 13.6 (56.5)               | 20.0 (68)                 | 26.4 (79.5)               | 26.1 (79)                 | 31.2 (88.2)               | 32.4 (90.3)               | 28.9 (84)                 | 22.3 (72.1)               | 17.8 (64)                 | 12.6 (54.7)               | 32.4 (90.3)               |
| 平均最高気温 °C （°F）    | −1.3 (29.7)               | −0.9 (30.4)               | 2.6 (36.7)                | 8.2 (46.8)                | 13.3 (55.9)               | 17.5 (63.5)               | 21.5 (70.7)               | 23.4 (74.1)               | 20.9 (69.6)               | 14.9 (58.8)               | 7.5 (45.5)                | 1.1 (34)                  | 10.7 (51.3)               |
| 日平均気温 °C （°F）      | −3.3 (26.1)               | −3.1 (26.4)               | 0.3 (32.5)                | 5.3 (41.5)                | 10.1 (50.2)               | 14.4 (57.9)               | 18.6 (65.5)               | 20.7 (69.3)               | 18.1 (64.6)               | 12.3 (54.1)               | 4.9 (40.8)                | −1.2 (29.8)               | 8.1 (46.6)                |
| 平均最低気温 °C （°F）    | −5.3 (22.5)               | −5.2 (22.6)               | −2.0 (28.4)               | 2.8 (37)                  | 7.5 (45.5)                | 12.0 (53.6)               | 16.4 (61.5)               | 18.5 (65.3)               | 15.6 (60.1)               | 9.6 (49.3)                | 2.3 (36.1)                | −3.3 (26.1)               | 5.7 (42.3)                |
| 最低気温記録 °C （°F）    | −14.5 (5.9)               | −14.8 (5.4)               | −11.4 (11.5)              | −4.1 (24.6)               | −1.1 (30)                 | 4.2 (39.6)                | 9.2 (48.6)                | 12.2 (54)                 | 7.6 (45.7)                | 0.0 (32)                  | −9.1 (15.6)               | −12.2 (10)                | −14.8 (5.4)               |
| 降水量 mm （inch）        | 47.8 (1.882)              | 32.2 (1.268)              | 32.6 (1.283)              | 37.8 (1.488)              | 59.3 (2.335)              | 58.2 (2.291)              | 109.1 (4.295)             | 118.2 (4.654)             | 124.8 (4.913)             | 117.1 (4.61)              | 105.9 (4.169)             | 70.4 (2.772)              | 915.1 (36.028)            |
| 平均降水日数 （≥1.0 mm）  | 15.5                      | 11.1                      | 9.0                       | 8.5                       | 9.2                       | 8.1                       | 9.2                       | 9.8                       | 11.7                      | 14.6                      | 15.4                      | 16.1                      | 139.3                     |
| 平均月間日照時間          | 54.6                      | 88.6                      | 157.6                     | 201.4                     | 209.8                     | 181.5                     | 175.3                     | 187.2                     | 195.5                     | 147.8                     | 70.2                      | 44.3                      | 1,713.9                   |
| 出典：気象庁              |                           |                           |                           |                           |                           |                           |                           |                           |                           |                           |                           |                           |                           |

## 沿革

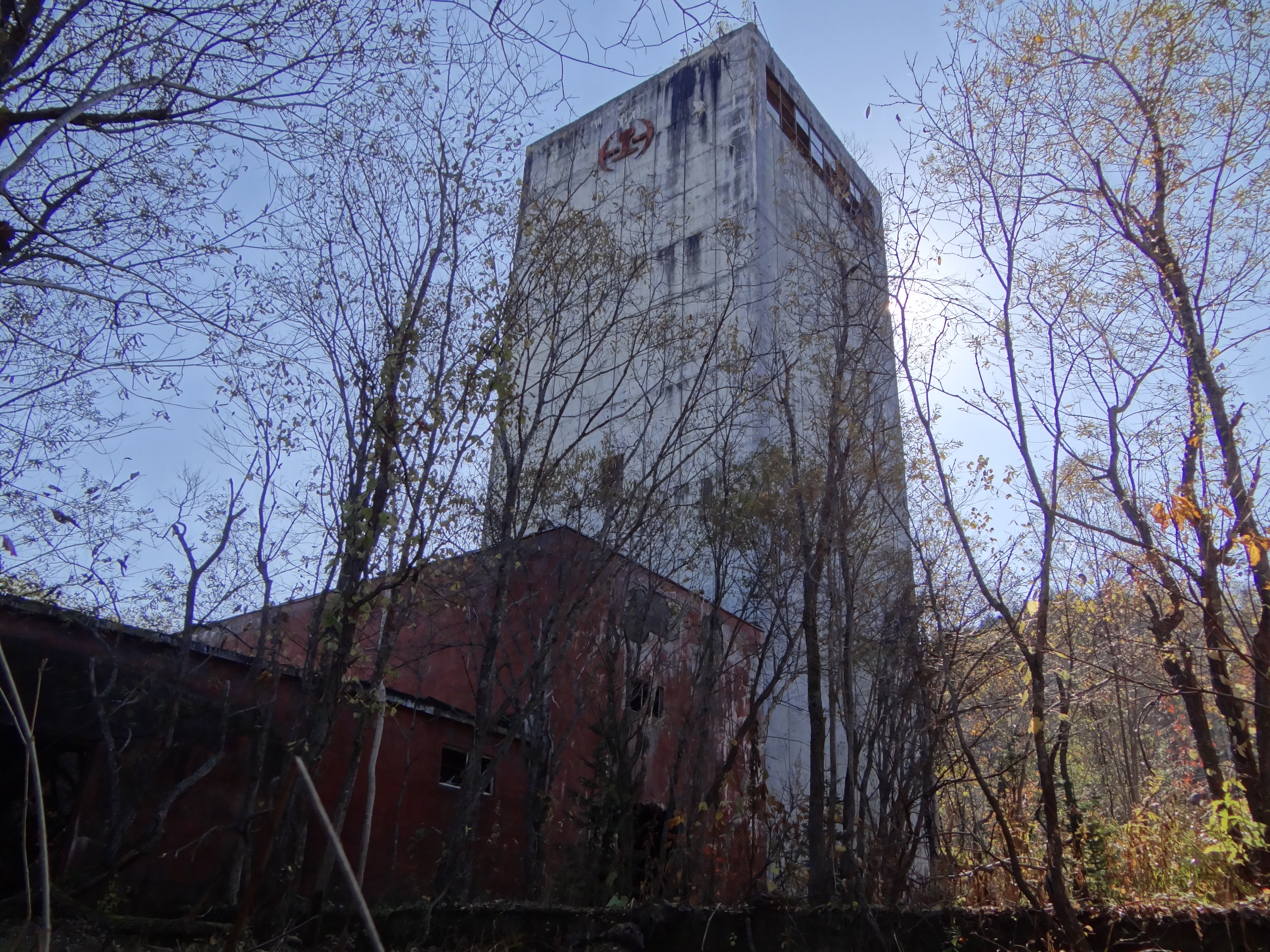
旧羽幌炭鉱羽幌本坑の立坑櫓

町の本格的な開拓は近隣の苫前町、初山別村より遅い明治中期以降であるが、大正期に優良な石炭を産出する羽幌炭鉱が発見されて以来、石炭中心のモノカルチャー都市として発展。昭和40年の国勢調査では人口30,266人、世帯数6,840戸を数え、道内有数かつ国内屈指の炭鉱の街として栄えた。しかし、炭鉱閉山の1971年（昭和46年）以降は過疎化が著しい。
昭和40年頃には、国鉄羽幌線、羽幌炭礦鉄道築別線・上羽幌線が通る羽幌駅の賑わいは最高潮に達した。昭和45年まで羽幌炭礦鉄道では野球、女子バレー、ジャンプ、卓球の実業団チームを有し、スポーツの町としての発展に大いに寄与した。
炭鉱閉山後の1971年（昭和46年）、人口がついに3万人を割り込み、あわてて市制を施行しようとしたが、町が前年の国勢調査時に人口を大幅に水増しするという不正を行っていたことが発覚。町長ら幹部を含む83人が統計法違反などの容疑で書類送検される事件となった（のちに町長らは有罪判決、後述も参照）。その後も人口減が続いており、市制施行には至っていない。
最盛期には1万3千人を超えた炭鉱街の面影は消えつつあるが、炭鉱跡地には選炭工場や貯炭場（ホッパー）、集合住宅、発電所の煙突などの遺構が点在しており、観光資源としての活用も検討されている。
炭鉱閉山後は、豊富な天然資源を活用した漁業、農業をはじめとする第一次産業の基盤強化をはじめ、国定公園の天売島、焼尻島、はぼろバラ園やはぼろ温泉サンセットプラザを拠点として、豊かな自然を活かした観光事業を中心に町づくりが進められている。
年表
- 1894年（明治27年）：羽幌村が設置される。
- 1897年（明治30年）：羽幌村戸長役場が設置される（苫前村（現在の苫前町）の戸長役場から独立）。
- 1901年（明治34年）：初山別村が初山別村戸長役場（現在の初山別村）として独立する。
- 1902年（明治35年）：二級町村制施行、羽幌村。
- 1909年（明治42年）：一級町村制施行、羽幌村。
- 1921年（大正10年）：町制施行、羽幌町
- 1955年（昭和30年）4月1日：天売村を編入。
- 1959年（昭和34年）4月1日：焼尻村を編入。
- 1997年（平成9年）：ふるさと羽幌100年記念式典。

## 経済

### 産業
主要産業は漁業、農業、畜産、観光（暑寒別天売焼尻国定公園）

### 金融機関
- 留萌信用金庫羽幌支店

### 立地企業・商業施設
- 沿岸バス
- サンセットプラザはぼろ（アンビックス）

- ベスト電器
- マツヤデンキ
- ツルハ
- ホクレン商事
- 大創産業
- ホーマックニコット
- 株式会社ダイゼン(DZマート)
- ハートフルはぼろ（複合商業施設）
  - スーパーなどが入っている商業施設
- 生活協同組合コープさっぽろ
- 日本さわやかグループ
- ワッツ
- 旭川トヨペット
- 旭川トヨタ自動車
- SUBARU
- ヤマハ音楽振興会
- ヤマト運輸
- 羽幌沿海フェリー
- ホッコン
- 北海電気工事
- カナモト
- ダイマル乳品
- クボタ
- ヤクルト
- 第一生命保険
- 北海道エナジティック
- 伊藤忠エネクス
- 井関農機
- 公文教育研究会
- 日本生命保険
- つうけん
- 澤井商事
- レッドホーストラスト
- エア・ウォーター
- DINOS CORPORATION
- 西遊旅行

### 特産品
- 焼尻めん羊[14]（サフォーク種）
- 甘えび
- ねばり長芋
- グリーンアスパラ
- あっちゃんみそ
- 羽幌メロン
- オロロン米

### 農協・漁協
- るもい農業協同組合（JAるもい）
  - 本所
- 北るもい漁業協同組合
  - 本所
    - 天売支所
    - 焼尻支所
- 北海道栽培漁業振興公社
- 北海道中央牧場

### 郵便局
- 羽幌郵便局（集配局）
- 築別郵便局
- 天売郵便局（元集配局、島内の配達は集配統合先の羽幌郵便局の委託を受けた運送会社が行う）
- 焼尻郵便局（元集配局、島内の配達は集配統合先の羽幌郵便局の委託を受けた運送会社が行う）
  - 羽幌北大通簡易郵便局

## 公共機関

### 国の機関

#### 国土交通省
- 北海道開発局留萌開発建設部
  - 羽幌道路事務所
  - 留萌港湾事務所羽幌港分駐所

#### 環境省
- 北海道地方環境事務所
  - 羽幌自然保護官事務所
- 北海道海鳥センター

#### 林野庁
- 北海道森林管理局留萌北部森林管理署
  - 羽幌森林事務所

### 道の機関
- 北海道留萌振興局留萌建設管理部
  - 羽幌出張所

### 警察
- 北海道旭川方面羽幌警察署
  - 天売駐在所
  - 焼尻駐在所
    - 北大通交番

### 消防
- 北留萌消防組合消防本部
  - 消防署
    - 天売分遣所
    - 焼尻分遣所

## 姉妹都市・提携都市
- 南砺市（富山県）[15][16]
  - 1979年（昭和54年）9月11日[17]旧平村と友好都市提携

1896年（明治29年）、平村から羽幌町字平に40戸が入植した歴史にちなむ。1900年、平村から羽幌町平地区に獅子舞道具がもたらされて平越中獅子舞（羽幌町指定無形文化財）が始まり、現在まで伝承されている。1976年、羽幌町から獅子舞の源流調査などのため町議団が平村を訪問して以降交流が深まり、友好都市提携に至る。2004年に平村は合併により南砺市の一部となったが、以後も交流は続けられている。
- 内灘町（石川県）[19][20]
  - 1980年（昭和55年）10月1日[17]姉妹都市提携

明治20年代、石川県・富山県から集団入植が行われたが、内灘町からも多くの移住者が羽幌町に移り、漁業（捕鯨・ニシン漁）や農業に従事した。1922年（大正11年）頃、内灘町出身者が加賀獅子を羽幌神社に奉納し、以後今日まで羽幌加賀獅子舞（羽幌町指定無形文化財）として伝えられている。

## 地域

### 人口
| |                                        |  |
| 羽幌町と全国の年齢別人口分布（2005年） | 羽幌町の年齢・男女別人口分布（2005年） |  |
| ■紫色 ― 羽幌町 ■緑色 ― 日本全国 | ■青色 ― 男性 ■赤色 ― 女性              |  |
| 羽幌町（に相当する地域）の人口の推移 \| 1970年（昭和45年） \| 28,574人 \| \| \| 1975年（昭和50年） \| 13,624人 \| \| \| 1980年（昭和55年） \| 13,254人 \| \| \| 1985年（昭和60年） \| 12,256人 \| \| \| 1990年（平成2年） \| 10,944人 \| \| \| 1995年（平成7年） \| 10,102人 \| \| \| 2000年（平成12年） \| 9,364人 \| \| \| 2005年（平成17年） \| 8,740人 \| \| \| 2010年（平成22年） \| 7,960人 \| \| \| 2015年（平成27年） \| 7,327人 \| \| \| 2020年（令和2年） \| 6,548人 \| \| |                                        |  |
| 総務省統計局 国勢調査より |                                        |  |
| 1970年（昭和45年） | 28,574人                               |  |
| 1975年（昭和50年） | 13,624人                               |  |
| 1980年（昭和55年） | 13,254人                               |  |
| 1985年（昭和60年） | 12,256人                               |  |
| 1990年（平成2年） | 10,944人                               |  |
| 1995年（平成7年） | 10,102人                               |  |
| 2000年（平成12年） | 9,364人                                |  |
| 2005年（平成17年） | 8,740人                                |  |
| 2010年（平成22年） | 7,960人                                |  |
| 2015年（平成27年） | 7,327人                                |  |
| 2020年（令和2年） | 6,548人                                |  |

### 消滅集落
2015年国勢調査によれば、以下の集落は調査時点で人口0人の消滅集落となっている。
- 羽幌町 - 水面,字上羽幌,字築別炭礦,字羽幌礦

### 医療
- 北海道立羽幌病院
  - 北海道立天売診療所
  - 北海道立焼尻診療所

### 住宅・団地
- 雇用促進住宅
- 栄町夕陽ケ丘団地
- 栄町南団地
- 幸町団地
- 寿町団地
- 北町団地
- 若葉団地
- 神楽丘団地
- 緑が丘団地
- 川北団地
- 北4条団地
- 朝日団地
- 築別団地
- 中央団地
- 焼尻団地(焼尻島)
- 焼尻定住促進団地(焼尻島)
- 天売団地(天売島)

### 教育
- 大学
  - なし
- 高等学校
  - 北海道羽幌高等学校（道立）
  - 北海道天売高等学校（羽幌町立）

- 中学校
  - 羽幌中学校
  - 天売中学校
  - 焼尻中学校

- 小学校
  - 羽幌小学校
  - 天売小学校
  - 焼尻小学校

- 幼稚園・保育所
  - 羽幌藤幼稚園
  - 認定こども園・まき
  - 天売ちびっこランド

廃止された学校
- 廃止された高等学校
  - 北海道羽幌太陽高等学校（昭和49年廃校）
  - 焼尻高等学校（昭和52年廃校）

- 廃止された中学校
  - 築別中学校
  - 北辰中学校
  - 太陽中学校

- 廃止された小学校
  - 羽幌中央小学校
  - 朝日小学校
  - 幌北小学校
  - 築別小学校
  - 上築別小学校
  - 平小学校
  - 仁軽巣（にかりうしない）小学校
  - 曙小学校
  - 太陽小学校
  - 上羽幌小学校
  - 旭ヶ丘小学校
  - 光洋小学校

### 文化
- 文化施設
  - 羽幌町立中央公民館
  - 羽幌町郷土資料館
  - 焼尻郷土館
  - 北海道海鳥センター
  - 北方の杉

- 運動施設
  - 羽幌町総合体育館「パワデール」
  - スポーツ公園
  - 羽幌パークゴルフ場
  - 南町運動広場
  - 南町テニスコート
  - 羽幌町民スキー場「びゅー」

## 交通

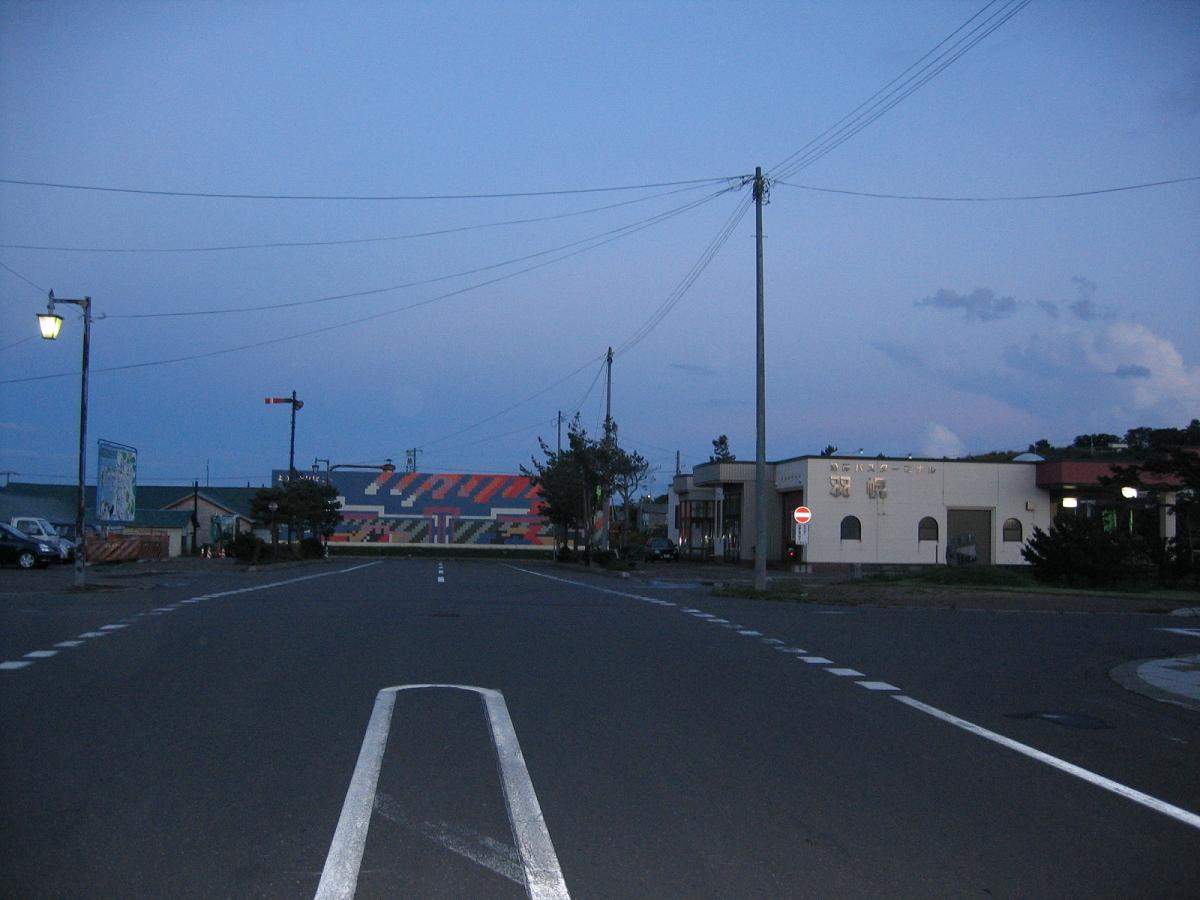
国鉄羽幌駅跡とバスターミナル

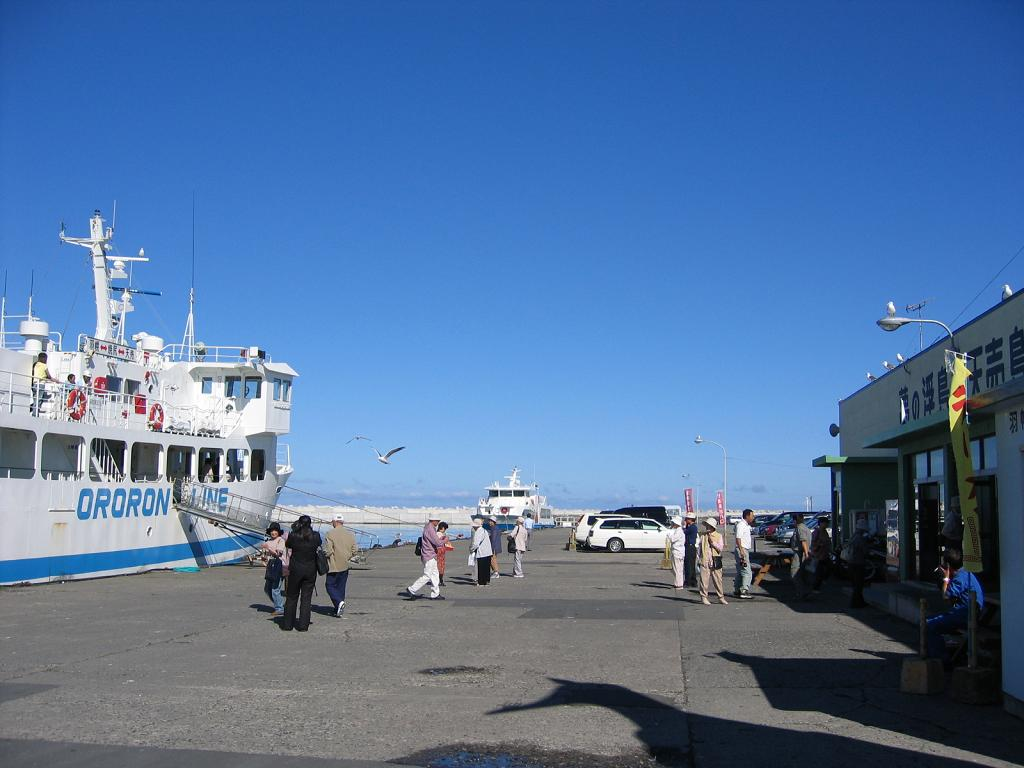
羽幌港

### 鉄道
現在、町内を走る鉄道路線は存在しない。

#### 廃止された鉄道路線
- 羽幌線 – 羽幌駅、築別駅
- 羽幌炭礦鉄道 築別線・上羽幌線
- 羽幌森林鉄道
- 名羽線（未成線）

### バス
- 沿岸バス – 羽幌町に本社設置
  - 羽幌線代替バス、札幌線（特急はぼろ号）
  - 羽幌港連絡バス

#### コミュニティバス
- 羽幌町内循環バスほっと号（沿岸バスに運行委託）

### 港湾
羽幌港
- 羽幌沿海フェリー
  - 羽幌 – 焼尻 – 天売

### 道路
- 一般国道
  - 国道232号
- 都道府県道
  - 北海道道255号焼尻島線
  - 北海道道356号築別炭砿築別停車場線
  - 北海道道437号羽幌原野古丹別停車場線
  - 北海道道547号羽幌港線
  - 北海道道548号天売島線
  - 北海道道612号築別天塩有明停車場線
  - 北海道道741号上遠別霧立線
  - 北海道道747号上羽幌羽幌停車場線
  - 北海道道762号平羽幌線
  - 北海道道866号東浜焼尻港線
- 道の駅
  - 道の駅ほっと♡はぼろ

## 名所・旧跡・観光スポット・祭事・催事・食文化

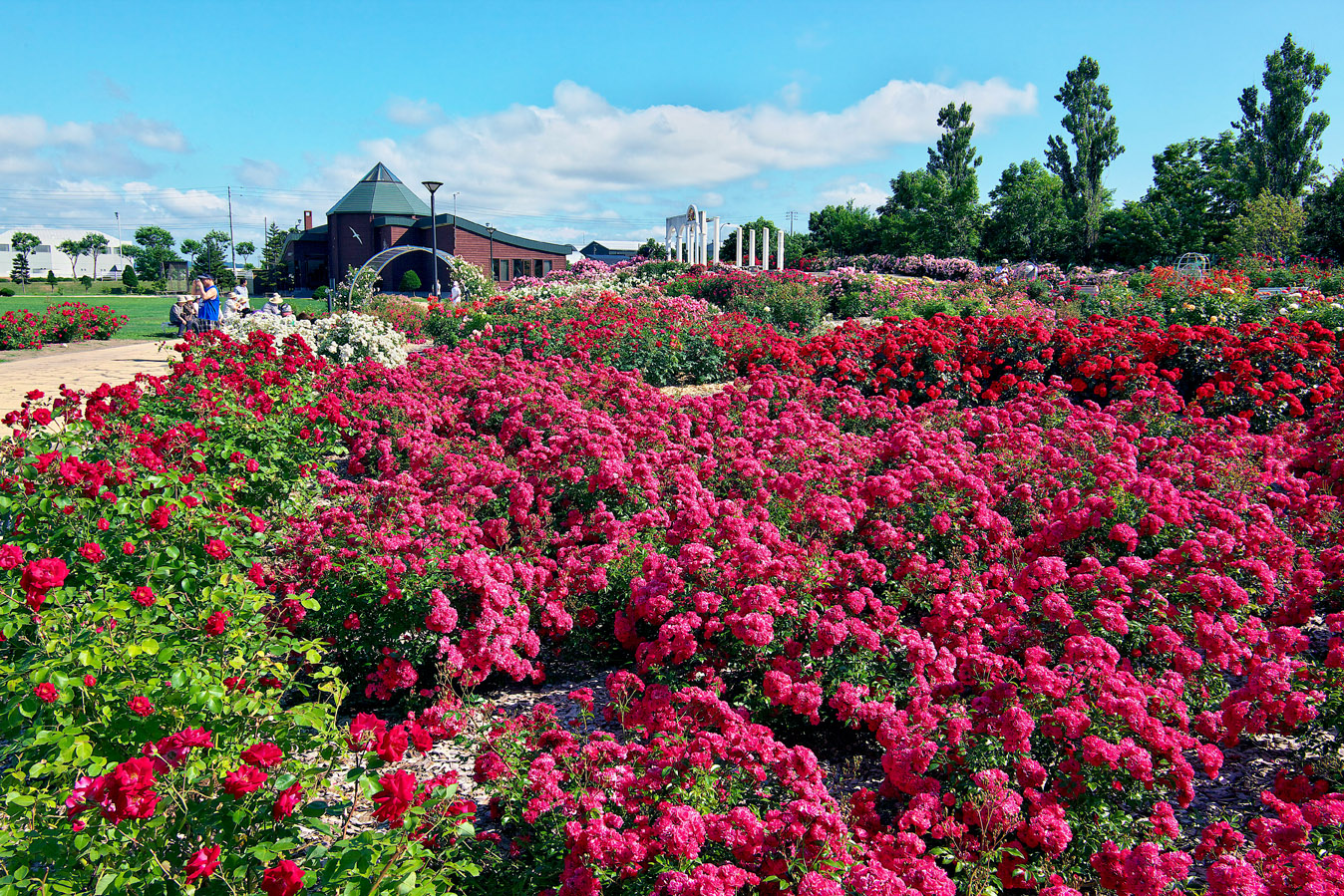
はぼろバラ園

### 文化財

#### 天然記念物
- 焼尻の自然林
- 天売島海鳥繁殖地

#### 道指定有形文化財
- 旧小納家住宅（北海道指定有形文化財）[24][25]
  - 1900年（明治33年）竣工の洋風木造建築。羽幌町焼尻郷土館として利用されている。焼尻島の網元で、商店を兼営し郵便局などを併設した小納家の住宅。

#### 町の文化財
- 厳島神社旧鳥居の双脚
- わにぐち – 焼尻厳島神社保管
- 平越中獅子舞（羽幌町指定無形文化財） – 平越中獅子舞保存会[18]
  - 9月の平神社祭で奉納される[18]。1900年（明治33年）、富山県平村（現・南砺市）の祖山地区[16]から羽幌町平地区に獅子舞道具がもたらされ[15][16][注釈 1]、平神社に獅子舞を奉納したことから始まる。
- 羽幌加賀獅子舞（羽幌町指定無形文化財） – 羽幌加賀獅子舞保存会[21]
  - 7月の羽幌神社祭で奉納される[21]ほか、町内外のイベントで披露される[22]。1922年（大正11年）頃、石川県内灘町からの移住者が加賀獅子を羽幌神社に奉納したのが始まり[21][22]。ニシン漁の衰退とともに1953年（昭和28年）に一時中断したが、1974年（昭和49年）に羽幌加賀獅子舞保存会が結成されて復活した[22]。
- 羽幌越中赤坂奴舞（羽幌町指定無形文化財） – 羽幌越中赤坂奴保存会[26]
  - 7月の羽幌神社祭で奉納される[26]。1923年（大正12年）頃、富山県出身者によってもたらされ、羽幌神社に奉納されたのが始まり[26]。

### 神社
- 羽幌神社[27]
- 嚴島神社（天売厳島神社）[28]
- 嚴島神社（焼尻厳島神社）[29]
- 平神社[18]

### 寺院
- 高野山真言宗成田山真如院羽幌本院

### 観光
- 暑寒別天売焼尻国定公園
- はぼろサンセットビーチ
- サンセットプラザはぼろ
- 北海道海鳥センター
- はぼろバラ園(北北海道最大級のバラ園)
- おろちゃんランド
- レストパーク
- 羽幌ビオトープ
- 朝日公園花菖蒲園
- 羽幌炭鉱跡地[2]
- 羽幌町郷土資料館
- 北限の杉

焼尻島
- 羽幌町焼尻郷土館
- 雲雀ヶ丘公園
- ウグイス谷
- 鷹の巣園地
- オンコの荘
- 焼尻めん羊牧場
- 工兵街道記念碑
- 焼尻公園内歩道
- オンコ街道
- 白浜海岸、白浜キャンプ場

天売島
- ロンババの浜
- 赤岩展望台
- 観音岬展望台
- 海鳥観察舎
- 千鳥ヶ浦園地
- 黒崎海岸
- ウトウ繁殖地
- 海の宇宙館
- 天売ふる里館
- 海底探勝船おろろん
- ノゴマ館フットパス
- 天売島パークゴルフ場
- 天売島キャンプ場

### 祭事
- 甘エビ祭り 6月下旬
- 羽幌夏祭り 6月下旬
- 羽幌神社祭 7月上旬（7月8日〜10日）
- サンセットサマーライブ 7月上旬・はぼろサンセットビーチ（休止中）
- はぼろバラフェスティバル&グルメ市 7月中旬
- 海鳥フェスティバル 7月中旬
- サンセットビーチSummerフェスタ 7月下旬・はぼろサンセットビーチ
- 天売うに祭り 8月上旬
- 焼尻めん羊まつり8月上旬
- 羽幌秋祭り 10月中旬

### 食文化
- 羽幌えびタコ焼き餃子 - 羽幌町特産の甘えびと、近海で獲れたミズダコを具材とした海鮮餃子[31]。
- 羽幌日本海えびタコ餃子カレー丼 - 甘えびやタコを使用したギョウザが飯の上に乗っており、その上からカレーをかける[32]。
- 「イサバヤ食堂」の水産加工品[5](架空の食堂をコンセプトにした、甘えび、ニシンなどを使用した水産加工品)
- 金時羊羹 - 昭和初期から製造、販売されている金時豆入りの羊羹。「羽幌銘菓」として親しまれている[33]。

## マスコミ
- 北海道新聞社羽幌支局
- 留萌新聞社中部支社
- 羽幌タイムス（1946年創刊、2021年4月に休刊、同年11月末で廃刊。休刊時は1万1340号で発行600部）[12]

## 出身の有名人
- 石森史郎 – 脚本家
- 松樹路人 – 洋画家
- みのや雅彦 – 歌手
- おおた慶文 – イラストレーター
- 寒川光太郎 – 作家
- 中野北溟（焼尻島） – 書家・日展作家
- 椎名軽穂 – 漫画家
- 水戸将史 – 元参議院議員（神奈川県選挙区）

## イメージキャラクター
- 羽幌町のイメージキャラクター「オロ坊」[34]
  - 名前の由来は羽幌（haboro)の逆さ読み(orobah)と、オロロン鳥の「オロ」をもとに、親しみを込めてオロ坊としている。性別はオス、職業は町の観光盛り上げとイベント参加、飛ぶことより泳ぐことが得意、好きな食べ物はイカナゴ、性格は子供好き、おしゃれ好きで、カッコつけで、いろいろな被り物をいつも探している[34]。

## ロケ地
- 『女医・優〜青空クリニック〜』ロケ地
- 日本テレビドラマ版『幸福の黄色いハンカチ』ロケ地

## 北海太郎
1980年5月6日、町内の山林で通称「北海太郎」と呼ばれる、巨大なオスのヒグマが射殺された。
周辺地域で毎シーズン出没していた巨熊で、ハンターの大川高義と辻優一が8年にわたり追跡し、1980年5月に羽幌町内築別シラカバ沢にて射止めた。体重約500㎏、体長243㎝の日本最大級のヒグマで、苫前町に剥製が寄贈され、苫前町郷土資料館に展示されている。

## 羽幌町人口水増し事件
1970年に行われた国勢調査において町の人口は2万8千人余であったが、翌1971年になって町議の告発がきっかけとなり約5,900人もの人口の水増しが行われていたことが発覚した。町では前回の1965年の国勢調査で当時の市制施行要件を上回る3万人余の人口を記録し、新庁舎の建設に着手するなど市制施行に向けた動きが活発になっていたが、町の経済を支えていた羽幌炭鉱の経営が悪化したことで人口の流出が進み、調査時には3万人を大幅に割り込んでいた。警察の捜査の結果、町長ら幹部を含む83人が統計法違反や公文書偽造の容疑で送検された。